# Plaza de San Francisco (Sevilla)
La plaza de San Francisco situada en el distrito Casco Antiguo de Sevilla (España) es un espacio altamente representativo de la ciudad que ha desempeñado históricamente, desde la Baja Edad Media, las funciones de plaza mayor.

## Denominación
Su nombre se debe al vecino convento de San Francisco que existió entre 1268 y 1840 y al que se accedía desde la plaza. Al tratarse de una de los lugares más emblemáticos de la ciudad, durante el siglo XIX y buena parte del XX su denominación fue evolucionando dependiendo de los avatares políticos y es en 1980 con la transición cuando recuperó su tradicional nombre de San Francisco, que por otra parte fue la denominación utilizada de manera popular por los habitantes de la ciudad por encima de rotulaciones oficiales.

## Historia
Las catas arqueológicas realizadas en 2021 con motivo de una obra para la construcción de un hotel en el número 11 de la plaza de San Francisco sacó a la luz un lienzo de muralla de la época tardoromana del siglo III del que se desconocía su existencia hasta ese momento. Esta estructura que se levantaba a lo largo de la plaza actuaba como elemento defensivo de las crecidas del río Guadalquivir, cuyo cauce en aquella época transcurría muy cercano y que corría por la calle Sierpes hacia la plaza Nueva, procedente de la Alameda de Hércules. Por tanto la actual plaza se encontraba entre el río y la muralla, siendo ocupada parcialmente por ambos elementos.
Este espacio permaneció extramuros durante los primeros siglos del periodo andalusí, situándose posiblemente un cementerio en sus proximidades. En el periodo almorávide la zona amurallada se amplió y el lugar quedó dentro del entramado urbano si bien su baja cota lo hacía una zona fácilmente inundable.

El área continuó abierta cuando el rey Fernando III de Castilla conquistó la ciudad en 1248. 
En la Baja Edad Media, ya tenía la planta trapezoidal que actualmente dispone. Desde entonces no ha vivido grandes cambios, solo algún retranqueo en los lados norte y sur y alineamiento de algunas fachadas.
Hacia el reinado de los Reyes Católicos, se establecieron en el lado oeste las antiguas pescaderías. Entre 1527 y 1534 el arquitecto Diego de Riaño comenzó en este lugar un nuevo ayuntamiento, continuado entre 1535 y 1540 por Juan Sánchez. Este edificio fue ampliado en el siglo XIX por Demetrio de los Ríos. En el siglo XVI era la principal plaza de la ciudad. En el siglo XIX el edificio quedó exento con el derribo de algunas casas aledañas y la abertura de la calle Granada.
En 1833, siendo asistente José Manuel de Arjona, se construyó un pasaje con arcos en la parte sur. En 1928 se construyó en 
esa parte una nueva sede del Banco de España, obra de Antonio Illanes del Río.
En el reinado de Enrique II se ubicó en la parte este, en la conocida como casa "Quadra", la Real Audiencia. El edificio fue reformado entre 1498 y 1499. Posteriormente, fue reformado, con su distribución actual, entre 1595 y 1597. La fachada fue reformada en 1606. En 1918 quedó destruida una parte de la planta superior por un incendio y reparada y reformada por Aníbal González. El edificio fue adquirido y restaurado por la Caja San Fernando en 1981. En la actualidad, es la sede de la Fundación Cajasol.
A lo largo de los siglos la plaza fue sede de torneos, corridas de toros, mascaradas, autos de fe y ejecuciones públicas.
En 1539 se construyó una fuente que se reconstruyó entre 1576 y 1578 por Diego de Pesquera, Asensio de Maeda y Bartolomé Morel con una estatua renacentista del dios grecorromano Mercurio. Fue restaurada en 1665 por Pedro Sánchez Falconete. La fuente original desapareció en un motín en 1712. En 1716 el cantero Juan Fernández Iglesias hizo una nueva, a la que se colocó otra escultura semejante. En 1833 se desmontó la fuente y la estatua fue situada a lo largo del tiempo en distintas ubicaciones: los jardines de las Delicias, la casa de Levíes, la casa de los Pinelo, el Alcázar y los jardines de Murillo. Entre 1850 y 1855 se colocó en esta plaza la fuente de la Pila del Pato. Finalmente, en 1974, Rafael Manzano Martos hizo una fuente nueva para la plaza, a la que se colocó la estatua del XVIII.

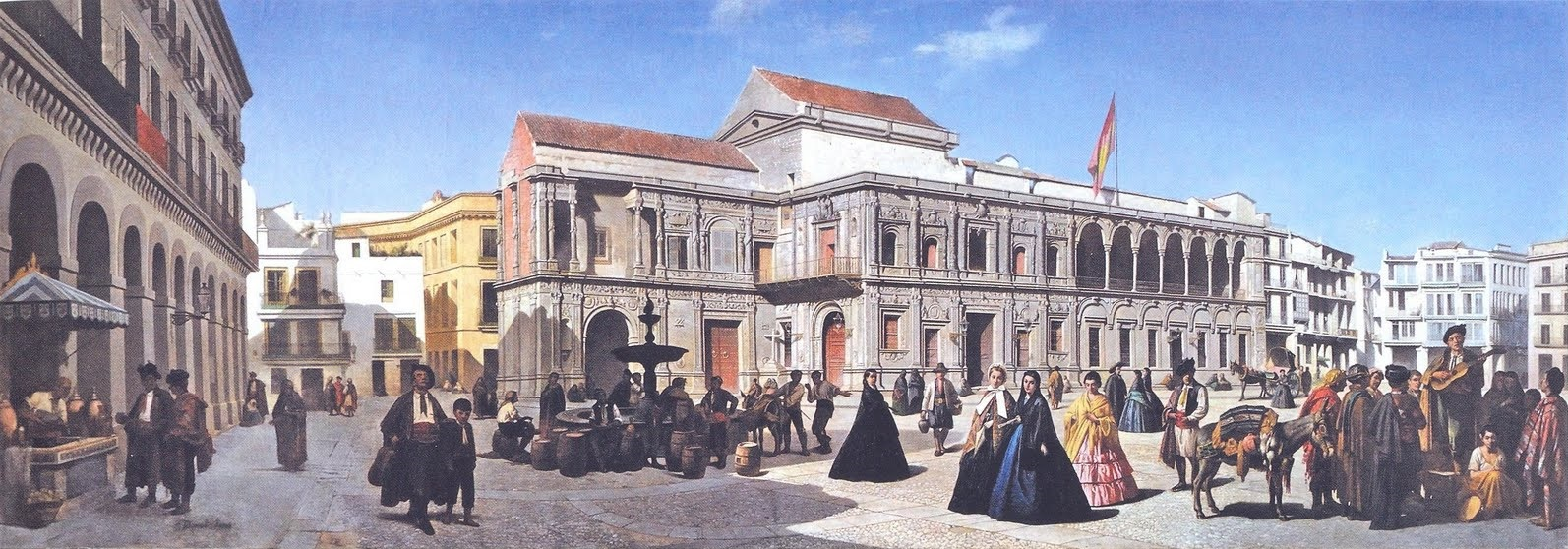
La plaza San Francisco. C. 1850

En esta plaza también se levantan varios ejemplos de arquitectura regionalista de principios del siglo XX: en el número 11 está la casa para María Cháfer; proyectada por Juan Talavera y Heredia en 1914; en los números 16-18 se encuentra la casa para Miguel Arcenegui, diseñada por José Espiau y Muñoz entre 1911 y 1912. y el edificio Laredo, obra de Ramón Balbuena y Huertas en 1919, ampliado en 1927 por Manuel Cuadrillero Sáez y lugar donde se encuentra el bar Laredo, obra de Juan Manuel Sánchez de 1945.